# Mitra (Gott)
Mitra (Sanskrit: मित्र Mitra m., Vertrag, Gefährte, Freund) bezeichnet eine alte indische, vedische Gottheit des Vertrages und der Freundschaft sowie Hüter der kosmischen Ordnung. In vorvedischer Zeit ist Mitras Bedeutung jedoch wesentlich höher und verblasst mit der Zeit immer mehr.
Mitra, der Gott des Vertrages, ist der Sohn der Göttin Aditi und daher einer der sieben Adityas und wird gewöhnlich zusammen mit seinem Zwillingsbruder Varuna angerufen. Ihm selbst ist nur eine einzige Hymne des Rigveda alleine gewidmet. Mit Varuna und Aryaman bildet er eine frühe vedische Triade. Er bewirkt Einigkeit, Übereinkunft, Versöhnung und Vergleich zwischen den Menschen, besonders zwischen Eheleuten. Allgemein steht er für alles, was die Menschen verbindet und nicht voneinander trennt (Nicht-Feindschaft). Er sieht alle Taten der Menschen wie die Sonne, die sein allwissendes Auge ist und für schuldig oder unschuldig erklären kann.
Mitra vertritt das himmlische Licht in der Tageszeit, während Varuna vorzugsweise am nächtlichen Himmel als Mond herrscht. Er ist wie dieser ein Wächter der Wahrheit, der Treue, des Rechts und der Pflichten gegen die Götter (rita). Zusammen mit Varuna ermutigt er die Frommen und bestraft die Bösen. Beide erhalten und überwachen den Himmel und die Erde. Ebenso wie Varuna lässt der Gott sich nicht täuschen. Jedoch trägt er eindeutig hellere Züge als sein Bruder Varuna. Er ist ein wohltätiger, friedlicher und freundlicher Gott. Mitra stehen, dem Atharvaveda zufolge, als Gott des Tages die hellen Widderopfer zu, während Varuna die dunklen Opfer erhält. Mitra überwacht die Freundschaft, führt die Menschen zum Licht und befähigt sie, miteinander glücklich zu sein. Auch hat er einen guten Draht zu den Menschen und gilt als Vermittler zwischen ihnen und den Göttern. So verkörpert er auch die heilige Allianz zwischen Göttern und Menschen am Anfang des kosmischen Zyklus.
Seine persische beziehungsweise römische Entsprechung ist Mithra(s).